# Agrotis correcta
Agrotis correcta là một loài bướm đêm trong họ Noctuidae.